# 크리스 앨런
크리스토퍼 닐 앨런(Kristopher Neil Allen, 1985년 6월 21일 ~ )은 크리스 앨런(Kris Allen)이라는 이름으로 잘 알려진 미국 아칸소주 콘웨이 출신 싱어송라이터이다. 《아메리칸 아이돌 시즌 8》의 우승자로, 오디션에 참가하기 전인 2007년에 자체적으로 음반 Brand New Shoes를 발매하였다.
《아메리칸 아이돌》 파이널에서 부른 노래 "No Boundaries"는 빌보드 핫 100에서 11위를 하였고, "Heartless"는 16위를 하였다. 아메리칸 아이돌이 끝난 후 앨런은 자이브 레코드와 19 레코딩스를 통해 그의 이름을 딴 음반 Kris Allen을 2009년 11월 17일 발매하였다. 음반은 빌보드 200에서 11위를 하였다. 리드 싱글인 "Live Like We're Dying"은 2009년 9월 21일 발매되어 빌보드 핫 100에서 18위를 하였으며, 170만장 이상의 판매고를 올렸다. 두번째 정규 음반인 Thank You Camellia는 2012년 5월 22일 발매되었고, 리드 싱글 "The Vision of Love"는 음반 발매에 앞서 3월 26일 발매되었다.

## 성장 과정
앨런은 1985년 6월 21일 아칸소주의 잭슨빌에서 킴벌리와 닐 우드 사이에서 태어났다. 앨런은 두 아들 중 장남으로, 대학 치어리딩 코치인 남동생 대니얼이 있다.
어린 시절부터 앨런은 음악에 관심이 많았다. 초등학교 시절부터 비올라를 연주했으며, 밀스 유니버시티 스터디스 고등학교에서는 오케스트라 일원으로 활동하기도 했다. 게다가, 13살부터 앨런 스스로 피아노와 기타를 독학하였다. 앨런은 비틀즈, 제이미 컬럼, 제이슨 므라즈, 팻 모너핸, 존 메이어, 마이클 잭슨에게 음악적 영향을 받았다고 《아메리칸 아이돌》에서 언급하였다. 《아메리칸 아이돌》에 참가하기 전부터 앨런은 공공연하게 공연을 하였으며, 앨런은 음악 활동을 포기하기 전에 《아메리칸 아이돌》에 참가한건 "마지막 노력"이였다고 한다.
고등학교를 졸업한 후 앨런은 아칸소주 콘웨이로 이동하여, 센트럴 아칸소 대학교에 입학하였다. 앨런은 대학에서 경영학을 전공하였으며, 대학 캠퍼스 선교단체인 치알파에 가입했다. 대학에 재학하는 동안 앨런은 기독교 선교를 위해 버마, 모로코, 모잠비크, 남아프리카 공화국, 스페인, 타이를 포함한 여러 나라에서 선교활동을 했다. 리틀록과 콘웨이에 있는 뉴라이프 교회에서 예배 인도자의 역할을 하기도 했다. 음악 활동을 하기 위해 대학을 그만두고, 바에서 공연을 하며 먹고 살만큼 벌기 위해 신발 판매원을 했었다. 앨런은 학위를 끝내고 좋은 직업을 갖기 위해 다시 대학에 들어가려는 계획을 세웠다. 하지만, 남동생 대니얼과 친구 케일 밀스가 《아메리칸 아이돌》에 참가해보라고 설득을 하였고, 결국 앨런은 참가하게 되었다. 앨런은 "아메리칸 아이돌을 통하지 않았더라면, 난 대학에서 경영학 학위를 받았을 것이다."라고 언급한 바 있다.

## 경력

### 아메리칸 아이돌 이전과Brand New Shoes
앨런은 대학에 다니는 동안 음악을 전문적으로 하고 싶다는 것과 작곡을 하고 싶다는 것을 깨달았다. 2학년 동안 콘웨이의 바에서 공연을 하기 시작했으며, 결국 그는 학교를 그만두었다. 신발 판매원을 하는 동시에 리틀록과 페이엣빌에서 여전히 공연을 지속했다. 2007년, 앨런은 자체적으로 음반 Brand New Shoes을 대학 친구와 밴드 일원인 마이클 홈스 (드럼), 체이스 어윈 (베이스)과 함께 발매했다. 음반명은 신발 판매원으로 일하는 것에서 영감을 받은 것이며, 600장이 제작되어 그 중 대부분은 가족과 친구들에게 배포되었다.

### 아메리칸 아이돌

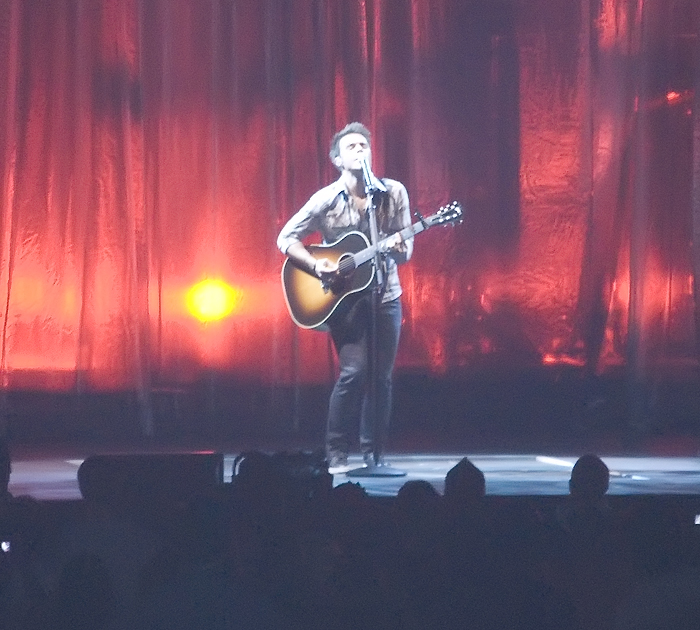
아메리칸 아이돌 투어에서의 앨런 (2009년 8월 5일)

켄터키주 루이빌에서 열린 《아메리칸 아이돌》 8번째 시즌 오디션에 남동생 대니얼과 참가하였으나, 대니얼은 합격하지 못했다. 스테이지를 거듭할수록 앨런은 앨리슨 이라히타와 함께 유력 우승자 중 한명으로 점쳐지게 되었다. 할리우드 라운드에서 경연한 몇 곡들은 아예 방영되지 않았으나, 그룹 공연으로 참여한 것은 방영이 되었다.
경연 내내 앨런은 포크에 영향을 받은 모던 팝 노래에 대해 찬사를 받았다. 또한, 어쿠스틱 기타, 전자 기타, 키보드, 피아노와 같은 악기 연주도 보였다. TOP 11 공연으로 부른 "To Make You Feel My Love"는 심사위원 사이먼 코웰로부터 "당신은 진정으로 이 경연에서 정말 잘하고 있어요."라고 평을 받았다. 파이널 경연에서 공연한 "Ain't No Sunshine"은 코웰로부터 "여태 공연 중 최고의 공연"이라고 평을 받았다.
TOP 7 공연으로 앨런은 영화 《원스》의 삽입곡 "Falling Slowly"를 선택했다. 카라 디오가디는 "당신의 최고의 공연 중 하나"라고 하였으며, 시간 제약으로 인해, 폴라 압둘과 코웰은 언급하지 않았지만, 다음 밤에 결과에 코웰은 "크리스, 정말 멋졌어요."라고 하였다.